# دانشگاه سیستان و بلوچستان
دانشگاه سیستان و بلوچستان دانشگاه مادر و قطب علمی منطقه جنوب شرق ایران می‌باشد که یکی از مجهزترین دانشگاه‌های سراسر کشور است. این دانشگاه فعالیت خود را از سال ۱۳۵۳-۱۳۵۴ تحت عنوان «دانشگاه بلوچستان» آغاز کرد.
سپس در سال ۱۳۶۲ نام دانشگاه از «دانشگاه بلوچستان» به «دانشگاه سیستان و بلوچستان» تغییر پیدا کرد.

## تاریخچه

##### دانشگاه بلوچستان
این دانشگاه فعالیت خود را از سال ۱۳۵۳ تحت عنوان «دانشگاه بلوچستان» با گشایش رشتهٔ راه و ساختمان در قالب دانشکده فنی و مهندسی در شهر زاهدان آغاز کرد. سپس در سال ۱۳۵۶ دانشکده دریانوردی و علوم دریایی چابهار تأسیس شد.

##### دانشگاه سیستان و بلوچستان
بر اساس اسناد سازمان اسناد و کتابخانه ملی ایران در سال 1362 نام دانشگاه از «دانشگاه بلوچستان» به «دانشگاه سیستان و بلوچستان» تغییر یافت. سپس در سال‌های ۱۳۶۵و ۱۳۶۸ به ترتیب دانشکده‌های علوم پایه و کشاورزی زابل شروع به کار نمود. سرانجام در سال۱۳۷۰ پیرو مصوبهٔ شورای گسترش آموزش عالی مبنی بر ادغام دانشگاه‌های تربیت معلم شهرستان‌ها در دانشگاه‌های محلی، دانشگاه تربیت معلم زاهدان با دارا بودن بیش از ۲۰۰۰ دانشجو در ۹ رشته/ گرایش با دانشگاه سیستان و بلوچستان ادغام شد. رشته‌های علوم پایه دانشگاه تربیت معلم زاهدان به دانشکده علوم دانشگاه سیستان و بلوچستان پیوستند و رشته‌های علوم انسانی، دانشکده ادبیات و علوم انسانی را تشکیل دادند. یکی از افتخارات این دانشگاه در طول مدت فعالیتش ایجاد شاخص‌ها و توانمندی‌های لازم در جهت ایجاد دانشگاه‌های مستقل زابل و دریانوردی و علوم دریایی چابهار است، به طوری که در سال ۱۳۷۷ دانشکده کشاورزی و منابع طبیعی زابل و در سال ۱۳۸۱ دانشکده دریانوردی و علوم دریای چابهار به عنوان «دانشگاه زابل»، و «مرکز آموزش عالی دریانوردی و علوم دریایی چابهار» مستقل شدند.

## تعداد رشته
رشته / گرایش‌های این دانشگاه در حال حاضر در مقاطع مختلف روزانه، شبانه جمعاً ۱۶۵رشته گرایش است که از این تعداد۵۰ رشته / گرایش در مقطع کارشناسی ارشد ۱۹ رشته گرایش در مقطع دکتری است.

## دانشکده‌ها

دانشکدهٔ هنر دانشگاه سیستان و بلوچستان.

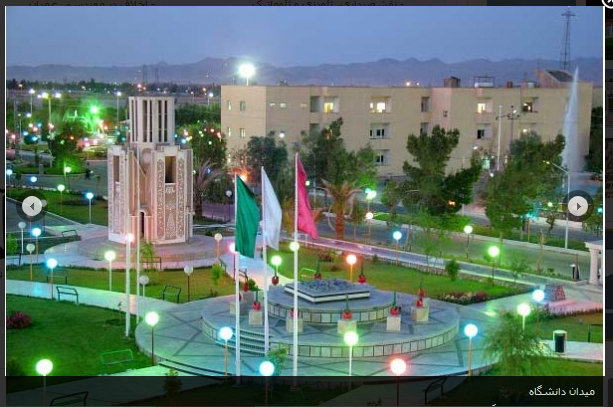
میدان اصلی دانشگاه سیستان و بلوچستان

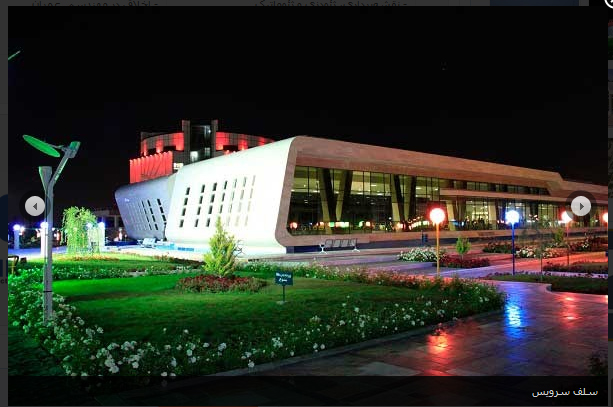
سلف سرویس دانشگاه سیستان و بلوچستان

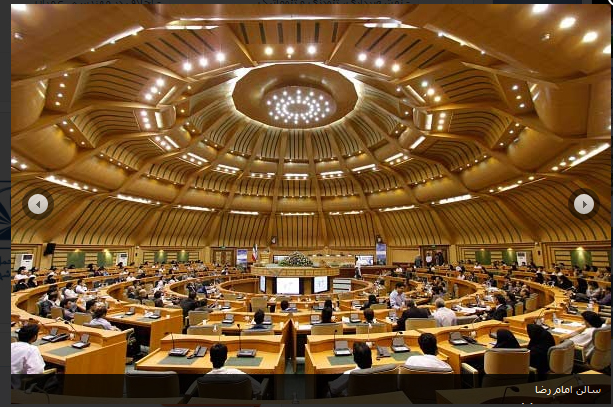
سالن همایش‌های امام رضا دانشگاه سیستان و بلوچستان

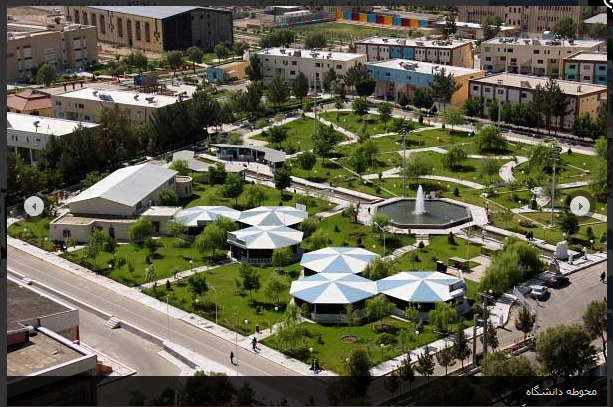
محوطه دانشگاه سیستان و بلوچستان

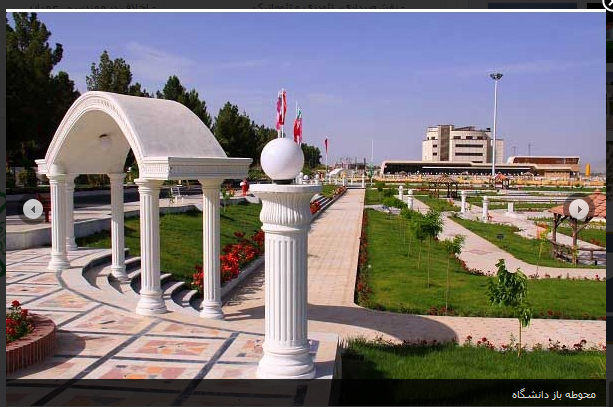
دانشگاه سیستان و بلوچستان

این دانشگاه دارای ۱۲ دانشکده، یک مرکز آموزش عالی و ۵ پژوهشکده و یک مجتمع آموزشی به شرح زیر است:
- دانشکده مهندسی شهید نیکبخت
- دانشکده علوم پایه- سازمان مرکزی
- دانشکده ادبیات و علوم انسانی- تربیت معلم سابق
- دانشکده اقتصاد و علوم ادارای- ساختمان بعثت
- دانشکده هنر و معماری
- دانشکده علوم تربیتی و روان‌شناسی-ساختمان کمال
- دانشکده تربیت بدنی
- دانشکده برق و کامپیوتر
- دانشکده جغرافیا و برنامه‌ریزی محیطی-ساختمان کمال طبقه سوم
- دانشکده کشاورزی ومنابع طبیعی (سراوان)
- دانشکده الهیات و حقوق
- دانشکده ریاضی
- دانشکده صنعت و معدن (شهرستان خاش)

## پژوهشکده‌ها
- پژوهشکده علوم زمین و جغرافیا
- پژوهشکده مطالعات شبه‌قاره و آسیای جنوبی
- پژوهشکده معدن (درشرف تأسیس)
- پژوهشکده نانوفناوری
- مرکز پژوهشی سیستم‌های فازی

## تعداد دانشجویان
تعداد دانشجویان این دانشگاه در مقاطع مختلف تحصیلی شامل کاردانی، کارشناسی، کارشناسی ارشد و دکتری بیش از ۱۷ هزار نفر و تعداد دانش آموزان در مقاطع مختلف نزدیک به۲۰۰۰۰ نفر است.
این دانشگاه دارای هیئت امناء مستقل است و با توجه به احراز شاخص‌های لازم جهت ایجاد هیئت ممیزه مستقل، از طرف وزارت علوم، تحقیقات و فناوری در سال ۱۳۸۴ هیئت ممیزه مستقل این دانشگاه نیز تأسیس شد.

## فارغ التحصیلان برجسته
لازم است ذکر شود که پروفسور آرین قلی پور عضو هیئت علمی تمام وقت دانشگاه تهران و مؤلف کتاب‌های بسیاری در حوزه مدیریت و چهره برجسته این رشته از فارغ التحصیلان دانشگاه سیستان و بلوچستان می‌باشد. دکتر آیدین شیشه گران مبتکر چندین روش جدید تاثیرگذار هوش مصنوعی از فارغ التحصیلان این دانشگاه است که هم اکنون استاد دانشگاه IU دانشگاه بین المللی علوم کاربردی آلمان می باشد. همچنین دکتر علی غفاری نژاد عضو هیات علمی دانشگاه علم و صنعت،  دکتر رضا طهماسبی عضو هیات علمی مدیریت دانشگاه تهران و پروفسور اصغر افشار جهانشاهی استاد دانشکده بازرگانی مکزیک از فارغ التحصیلان این دانشگاه هستند. 

## استادان نامدار
این دانشگاه در رشته‌های مختلف علوم پایه، مهندسی و علوم انسانی از استادان مختلفی برخورداراست که بعضی از اعضای هیئت علمی آن به مرتبه استادی بعضی به دانشیاری نایل شده‌اند. می‌توان از استادان به نام این دانشگاه به پروفسور احمد اکبری /پروفسور عظیمی/ پروفسور علی اکبر گلچین/ پروفسور رحمت‌الله لشکری پور / دکتر غلامرضا رضایی /مرحوم پروفسور خشنودی/پروفسور آتشی و دیگر استادان به نام دیگر و همچنین استادان مدعو به نام که مشغول تدریس در این دانشگاه هستند نیز می‌توان به دکتر رضا تهرانی (استاد مدیریت دانشگاه تهران به عنوان استاد مدعو دانشگاه)/ دکتر بهلول علیجانی (چهره برجسته جغرافیا و استاد مدعو دانشگاه) و پروفسور یزدی فر از دانشگاه شیفلد در رشته حسابداری نیز اشاره کرد.

## رتبه
این دانشگاه در آخرین رتبه بندی ISC در رتبه دوازدهمین دانشگاه برتر ایران قرار گرفته است. 
در سال ۱۳۸۴ براساس ۲۶ شاخص تعیین شده از سوی وزارت علوم، تحقیقات و فناوری از دانشگاه «در حال توسعه» به دانشگاه «توسعه‌یافته» ارتقا یافت و این امر موجب ترقی رتبه دانشگاه شد.
در حال حاضر دانشگاه سیستان و بلوچستان از نظر تشکیلاتی جزو دانشگاه‌های ردیف (الف) دانشگاه‌های کشور است.

## فعالیت‌های بین‌المللی
این دانشگاه در عرصه فعالیت‌های بین‌المللی توانسته است اقدامات زیر را به انجام برساند:

### تفاهم نامه‌ها

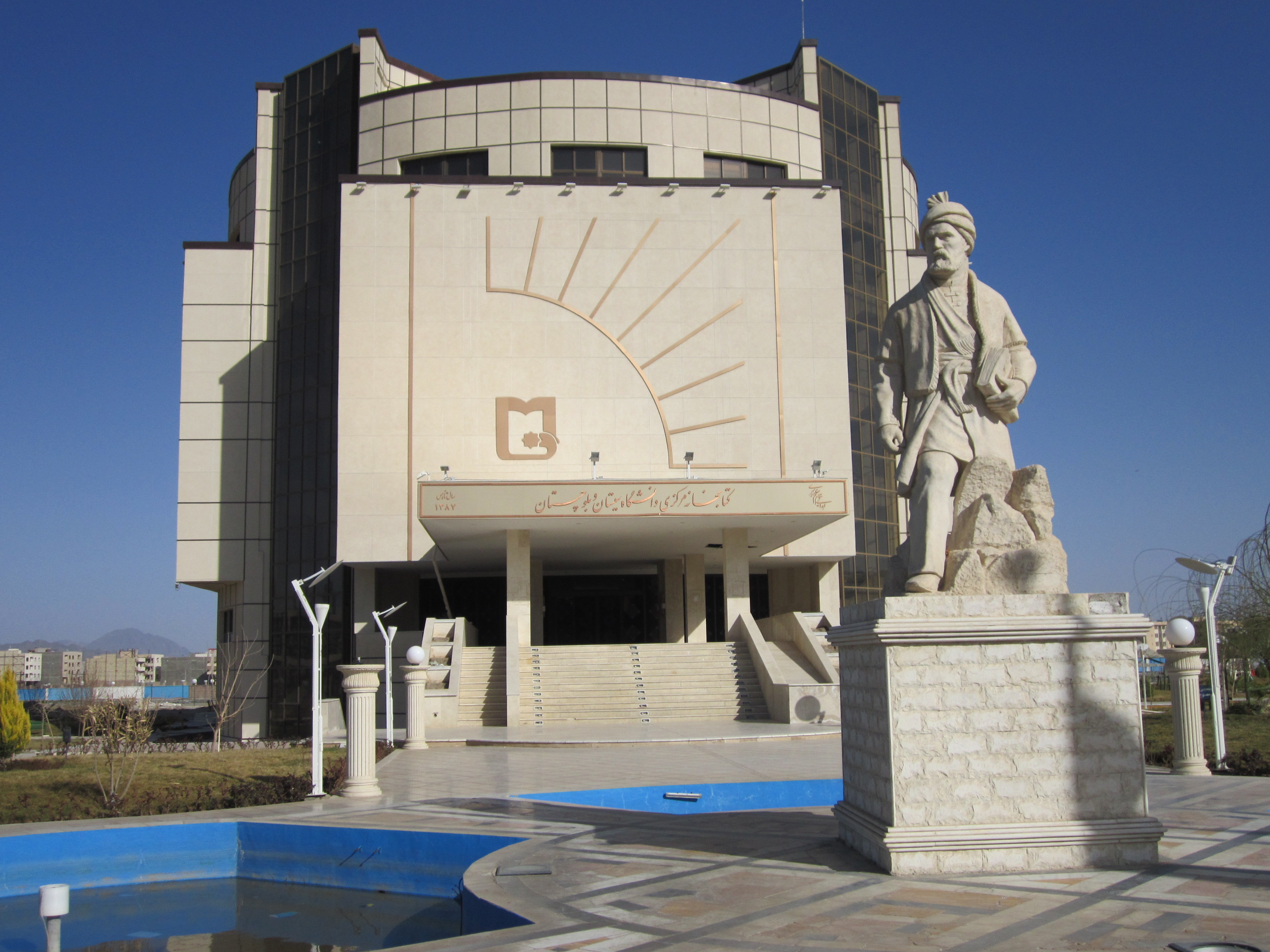
ساختمان کتابخانه مرکزی دانشگاه سیستان و بلوچستان

- امضا تفاهم نامه با دانشگاه توکیو ژاپن در سال ۱۳۷۶
- امضا تفاهم نامه با دانشگاه جواهر لعل نهرو در سال ۱۳۸۱
- امضا تفاهم نامه با دانشگاه بلوچستان پاکستان جمهوری اسلامی پاکستان در سال ۱۳۸۲
- امضا تفاهم نامه با دانشگاه فناوری اطلاعات و علوم مدیریتی بلوچستان جمهوری اسلامی پاکستان
- یادداشت همکاری با سازمان تبادلات علمی آلمان در سال ۱۳۸۴
- یادداشت همکاری با دانشگاه هامبورگ آلمان در سال ۱۳۸۳
- موافقت نامه همکاری با گروه زبان‌شناسی دانشگاه اوپسالای سوئد در سال ۱۳۸۳
- یادداشت همکاری یا گروه آناتومی و بیولوژی سلولی دانشگاه مک گیل کانادا در سال ۱۳۸۵
- امضا تفاهم نامه با دانشگاه کراچی
- امضا پیش‌نویس تفاهم امه با دانشگاه دهلی
- امضا تفاهم نامه با دانشگاه ولونگونک استرالیا
- امضا تفاهم نامه با دانشگاه بلوچستان پاکستان

### برگزاری دوره‌های تحصیلی مشترک
- دکتری زمین‌شناسی با دانشگاه پیشاور پاکستان
- دکتری آمار با دانشگاه لاهور پاکستان
- دکتری زبان‌شناسی با دانشگاه اوپسالای سوئد
- ایجاد کرسی‌های زبان‌شناسی در دانشگاه اوپسالای سوئد و هامبورگ آلمان

### عضویت در مجامع علمی بین‌المللی
- عضویت در اتحادیه جهانی دانشگاه‌ها
- عضو کمیته علوم تکنولوژی کشورهای اسلامی
- عضو کمیسیون علوم و تکنولوژی برای توسعه پایدار در آسیای جنوب شرق

### انتشار مجلات علمی و پژوهشی
- انتشار دو مجله علمی پژوهشی و توسعه و مجله علمی - پژوهشی سیستم‌های فازی که مجله سیستم‌های فازی در ردیف مجلای ISI بوده و به زبان لاتین منتشر می‌شود. از دیگر مجلات علمی - پژوهشی این دانشگاه می‌توان به مجله جغرافیا و توسعه، مجله پژوهش‌های تاریخی ایران و اسلام، مجله نانو و مجله علوم تربیتی و روان‌شناسی، مجله علوم مهندسی، مجله اقتصاد و مدیریت، مجله زبان و آموزش زبان انگلیسی، مجله باستان‌شناسی مجله پژوهش‌های ادب غنایی و مجله شبه قاره هند (ویژه ادبیات) اشاره نمود.

## رؤسای دانشگاه
| رئیس                         | دوره مسئولیت | محل اخذ دکترا            | رشته                  |
| ---------------------------- | ------------ | ------------------------ | --------------------- |
| دکترامیر گمشادزهی            | ۱۳۵۷–۱۳۵۹    | دانشگاه برایتون انگلیس   | ریاضی                 |
| دکتر حبیب‌الله دهمرده         | ۱۳۶۷–۱۳۷۷    | دانشگاه آکسفورد          | ریاضی                 |
| دکتر علی اصغر رستمی ابوسعیدی | ۱۳۷۷–۱۳۸۲    | دانشگاه ؟                | زبان و ادبیات انگلیسی |
| دکتر احمد اکبری              | ۱۳۸۲–۱۳۹۰    | دانشگاه ایالتی اورگن     | اقتصاد کشاورزی        |
| دکتر علیرضا رضوانی           | ۱۳۹۰–۱۳۹۳    | دانشگاه کارلتون          | شیمی معدنی            |
| دکتر علیرضا بندانی           | ۱۳۹۷–۱۳۹۳    | دانشگاه ریدینگ انگلستان  | سم‌شناسی               |
| دکتر غلامرضا رضایی           | ۱۳۹۷–هم‌اکنون | دانشگاه شهید باهنر کرمان | ریاضی                 |

## سرود رسمی دانشگاه
از بلندای قاف کوه خدا / تا ستیغ آتشفشان تفتان
می ترواد انوار سبز روشنی/ بر جبین دانشگاه سیستان و بلوچستان
از شکوه دیرینه تو سربلند / میهن شکفته در بر شهیدان
در پناه قرآن
طره زد چو گل از کرانه امید / سرزمین دریا تباران ای ایران